# Pere Pastor Vilanova
Pere Pastor Vilanova, né le 29 novembre 1968 à Andorra la Vella, est un magistrat et juriste andorran. Il est juge au Tribunal Constitutionnel de la Principauté d'Andorre depuis le 18 novembre 2024.

## Formation
Pere Pastor Vilanova obtient son master en sciences politiques à l'Institut d'études politiques de Toulouse (promotion 1990). Il est également titulaire d’un master en études supérieures commerciales, administratives et financières de la Montpellier Business School, obtenu en 1992. Il a ensuite poursuivi ses études à l’École nationale d'administration de Paris (promotion Saint-Exupéry), qu’il a achevé par un master en administration publique générale en 1994. En 2002, il devient docteur en droit public à l’université Toulouse-Capitole.

## Carrière
Après avoir été directeur du ministère de l’intérieur d’Andorre pendant trois ans, il devient juge de première instance (« Batlle ») en 1998. Il a occupé ce poste jusqu’à octobre 2011 où il est devenu le premier magistrat de nationalité andorrane à siéger au Tribunal suprême d’Andorre. En parallèle, entre 2005 et 2015, il était membre du Comité de Bioéthique (DH-BIO) du Conseil de l’Europe. 
En avril 2015, il est élu juge à la Cour européenne des droits de l'homme par l'Assemblée parlementaire du Conseil de l'Europe,. Il entre en fonction le 1er novembre suivant pour un mandat de neuf ans. Il est élu président de section le 19 septembre 2022 pour un mandat de deux ans. En octobre 2024, il est élu juge au Tribunal Constitutionnel de la Principauté d´Andorre par le Consell General (Parlement andorran). Il devient alors le premier national andorran à être nommé au Tribunal Constitutionnel par le Consell General. Il entre en fonction le 18 novembre suivant pour un mandat de huit ans. Il est désigné Vice-président pour un mandat de deux ans.
Depuis 2005, Pere Pastor Vilanova est aussi enseignant à l'université de Toulouse-Capitole, un travail qui lui vaut le titre de chevalier dans l'ordre des Palmes académiques, en particulier pour la diffusion du droit andorran au sein du système universitaire français. Il est membre élu du Conseil d'administration de Sciences-Po Toulouse depuis octobre 2023 et membre du Panel consultatif d'experts sur les candidats à l'élection de juges à la CEDH depuis juillet 2025. 

## Travaux
Il est l'auteur de plusieurs ouvrages et articles juridiques, notamment en matière de droits de l'homme, d'environnement et de droit de la famille et du travail.